# 9. април
9. април (09.04) је 99. дан у години по грегоријанском календару (100. у преступној години). До краја године има још 266 дана.

## Догађаји
- 1683 — Француски истраживач Робер Кавелије де ла Сал је открио ушће Мисисипија и прогласио га француским поседом Луизијаном у част Луја XIV.
- 1807 — Аустријска војска је угушила Тицанову буну.
- 1865 — Завршен је грађански рат у САД након што се генерал конфедералних снага Роберт Ли предао команданту армије Уније Јулисизу Гранту.
- 1906 — Велика Британија и Француска су потписале конвенцију о независности Сијама (Тајланд).
- 1928 — У Турској, након реформи Кемала Ататурка, ислам је престао да буде државна религија.
- 1940 — Немачке трупе су у операцији Везерибунг напале Данску и Норвешку у Другом светском рату.
- 1948 — Јеврејске милиције су убиле више од 100 Арапа у селу Деир Јасин на подручју данашњег Израела.
- 1963 — Донет Устав Социјалистичке Републике Србије.
- 1969 — Француско-британски суперсонични путнички авион „Конкорд“ обавио је први лет, од Бристола до Ферфорда у Енглеској.
- 1974 — Индија, Пакистан и Бангладеш потписали су споразум о репатријацији ратних заробљеника.
- 1977 — Комунистичка партија Шпаније легализована је након 38 година забране деловања у време Франковог режима.
- 1988 — Ли Пенг је именован за премијера Кине, након догађаја на Тјенанмену.
- 1990 — После 40 година владавине комуниста, на изборима у Мађарској победио је Мађарски демократски форум.
- 1991 — 
  - Грузија је прогласила независност од Совјетског Савеза.
  - Савет безбедности УН донео је одлуку о слању 1.440 припадника мировних снага за надгледање ирачко-кувајтске границе и повлачења америчких снага из јужног Ирака.
- 1992 — Сали Бериша изабран је за првог некомунистичког председника Албаније после Другог светског рата.
- 1995 — Перуански председник Алберто Фуџимори освојио је други петогодишњи мандат на првим мирним председничким изборима у Перуу од 1980. године.
- 1998 — У паничној јурњави исламских ходочасника у Саудијској Арабији погинуло је 119 верника из више земаља.
- 1999
  - Побуњени војници су на аеродрому у Нијамеју убили председника Нигера Ибрахима Бареа Маинасару.
  - Започета је Битка за Кошаре на југословенско-албанској граници између припадника Војске Југославије и припадника терористичке ОВК, подржаване од стране Војске Албаније и НАТО авијације.
  - НАТО пакт испалио је шест ракета на Фабрику аутомобила "Застава" у Крагујевцу и ранио 126 радника.
- 2002 — Под снажним притиском САД Израел се повукао из два палестинска града, а сукоби су настављени у избегличком кампу у Ђенини, у Западној Обали.
- 2003 — Америчке снаге су ушле у центар Багдада и преузеле контролу над главним градом Ирака.
- 2008 — Укинут феудални систем на каналском острву Сарк, последњи феудални посед у Европи.

## Рођења
- 1821 — Шарл Бодлер, француски песник, зачетник модернизма. (прем. 1867)[1]
- 1881 — Веселин Чајкановић, српски филозоф, филолог, етнолог, преводилац, историчар религије, митолог, универзитетски професор и официр. (прем. 1946)[2]
- 1905 — Џејмс Вилијам Фулбрајт, амерички сенатор. (прем. 1995)[3]
- 1917 — Бред Декстер, амерички глумац и продуцент. (прем. 2002)[4]
- 1923 — Јован Милићевић, српски глумац. (прем. 1992)[5]
- 1926 — Хју Хефнер, амерички публициста, издавач часописа Плејбој. (прем. 2017)[6]
- 1933 — Жан-Пол Белмондо, француски глумац. (прем. 2021)[7]
- 1936 — Валери Соланас, америчка књижевница и феминисткиња, позната по покушају убиства Ендија Ворхола. (прем. 1988)[8]
- 1936 — Љубомир Ћипранић, српски глумац. (прем. 2010)[9]
- 1942 — Петар Надовеза, хрватски фудбалер и фудбалски тренер. (прем. 2023)[10]
- 1944 — Лејла Халед, палестинска активисткиња.
- 1954 — Денис Квејд, амерички глумац.[11]
- 1955 — Милутин Караџић, српско-црногорски глумац и продуцент.[12]
- 1965 — Полина Поришкова, чешко-шведска глумица, модел и списатељица.[13]
- 1966 — Синтија Никсон, америчка глумица.[14]
- 1971 — Жак Вилнев, канадски аутомобилиста, возач Формуле 1.[15]
- 1972 — Жељко Ребрача, српски кошаркаш.[16]
- 1974 — Милена Марковић, српска песникиња, драматуршкиња и сценаристкиња.[17]
- 1974 — Џена Џејмсон, америчка порнографска глумица.[18]
- 1975 — Фабрицио Моро, италијански музичар.[19]
- 1975 — Роби Фаулер, енглески фудбалер и фудбалски тренер.[20]
- 1978 — Жорже Андраде, португалски фудбалер и фудбалски тренер.[21]
- 1978 — Весна Писаровић, хрватска музичарка.[22]
- 1979 — Кацуни, француска порнографска глумица.[23]
- 1981 — Серхи Видал, шпански кошаркаш.[24]
- 1985 — Senidah, словеначка музичарка.[25]
- 1986 — Срђан Јовановић, српски фудбалски судија.[26]
- 1986 — Лејтон Мистер, америчка глумица, музичарка и модел.[27]
- 1987 — Џеси Макартни, амерички музичар и глумац.[28]
- 1990 — Кристен Стјуарт, америчка глумица, редитељка и модел.[29]
- 1991 — Лазар Радосављевић, српски кошаркаш.[30]
- 1992 — Андреј Мркела, српски фудбалер.[31]
- 1993 — Маја Ненадић, српска ТВ водитељка.
- 1994 — Ландри Ноко, камерунски кошаркаш.[32]
- 1998 — Ел Фанинг, америчка глумица.[33]
- 1999 — Лил Нас Екс, амерички музичар.[34]

## Смрти
- 491 — Зенон, источноримски (византијски) цар.[35]
- 715 — Папа Константин, био је 88. папа (рођ. 664)[36]
- 1483 — Едвард IV Јорк, био је први енглески краљ иѕ династије Јорк и de iure француски краљ (рођ. 1442)[37]
- 1492 — Лоренцо де Медичи, владар фирентинске републике (рођ. 1449)[38]
- 1553 — Франсоа Рабле, француски књижевник (рођ. 1494)[39]
- 1626 — Френсис Бекон, енглески филозоф, државник и писац (рођ. 1561)[40]
- 1943 — Алекса Дејовић, политички комесар Друге пролетерске бригаде и народни херој (рођ. 1920)
- 1959 — Френк Лојд Рајт, амерички архитекта.[41]
- 1961 — Зог I од Албаније, био је последњи албански краљ (рођ. 1895)[42]
- 1979 — Вилхелм Битрих, генерал-пуковник немачког СС-а и Вафен-СС, генерал током Другог светског рата.
- 2011 — Сидни Лумет, амерички филмски редитељ и продуцент. (рођ. 1925)[43]
- 2014 — Светлана Велмар-Јанковић, српска књижевница и академик САНУ. (рођ. 1933)[44]
- 2021 — Ди-Ем-Екс, амерички репер. (рођ. 1970)[45]
- 2021 — Принц Филип, војвода од Единбурга. (рођ. 1921)[46]